# Cartel des agences de presse
Le Cartel des agences de presse désigne un accord exclusif et réciproque signé en janvier 1859 entre Havas, Reuters et l'Agence Continentale (Agence Wolff) pour s'échanger les nouvelles étrangères en se réservant ainsi un partage territorial entre les trois agences de presse européennes.

## Histoire

### Contexte et objectifs
- Le "Cartel des agences" est créé dans un contexte de coût élevé du télégraphe. Il vise à le diminuer.
- L'accord accorde à chacun, dans sa zone, un monopole de diffusion. La collecte des informations reste libre.
- La censure est présente dans beaucoup de pays. Avoir un seul diffuseur simplifie la tâche.
- Il concerne essentiellement l'Europe : il n'y a pas de "partage du monde"
- L'accord sera mis sous tension, car la Guerre de Sécession américaine stimule la demande de nouvelles internationales et le déploiement de nouveaux câbles.

### Projet de «Triple alliance télégraphique» en 1887
En Italie, Francesco Crispi veut faire de l'Agence Stefani un agent de sa politique: il se détache d'Havas pour coopérer au projet de Triple alliance télégraphique de Bismarck, qui englobe aussi le Korbureau austro-hongrois, pour redonner à l'Agence Continentale ses frontières de 1856. Plusieurs incidents ont de plus ébranlé le cartel:
- dès 1870, l'Agence Continentale est critiquées dans l'affaire de la Dépêche d'Ems
- en 1887, deux quotidiens français, Le Soleil et Le Temps envoient à Berlin leurs propres correspondants couvrir les élections allemandes, l'Agence Continentale étant jugée trop favorable à Bismarck,
- deux mois après, l'Agence Continentale subit de nouvelles critiques françaises après l'Affaire Schnaebelé, incident diplomatique franco-allemand du 20 avril 1887, au cours duquel l'un de des agents alsaciens-mosellans impliqués se révèle être un agent double à la solde des services de Bismarck.
- en 1888, les discours revanchards du général Boulanger font monter la tension entre les deux pays.

### Nouveau partage du monde en 1902
Le "Cartel" perd sa dimension monopolistique une première fois, lorsqu'il est remplacé par l'Alliance entre agences de presse de 1902, voulue essentiellement par les américains.
Consenti du bout des lèvres par les allemands, le texte accorde à l'AP le droit de couvrir les Philippines, Cuba, Hawaï et Porto Rico comme des territoires exclusifs. Il lui permet d'installer aussi, entre 1901 et 1903, quatre bureaux en Europe, à Londres, Berlin, Rome, Paris alors qu'elle ne disposait jusque-là que d'un correspondant à Londres.

### Fin du cartel programmée en 1927
Le coup de grâce au "Cartel" est donné en 1927 : l'Associated Press vote la dénonciation du Traité puis obtient une conférence générale des 4 agences alliées, le 21 mai à Varsovie, sous l'égide de la SDN, qui se poursuit, à Genève où est signé l'Accord du 26 août 1927 sur l'information. Il ouvre à l'Associated Press le Canada et l'Amérique latine, prenant acte des affaiblissements respectifs d'Havas et de Reuters. Battu en brèche au Canada depuis le début des années 1920, cette dernière obtient l'accès à l'Amérique latine. Le Japon, jusque-là territoire Reuters, devient accessible à l'Associated Press

## Chronologie
- 1856 : accord informel entre Wolff, Havas et Reuters pour les nouvelles commerciales et financières.
- 8 janvier 1857 : télégramme Wolff publié dans le journal russe L'Abeille du nord.
- 23 août 1857 : Reuters signe un contrat avec le quotidien russe Posrednik dans la zone de Wolff.
- 10 janvier 1859 : scoop de Reuters sur discours du roi de Piémont-Sardaigne menant à la guerre franco-autrichienne.
- 18 juillet 1859 : accord exclusif et réciproque d’Havas avec Reuters et le Bureau Wolff[3].
- octobre 1859 : le Bombay Times reçoit un service Reuters mixant le télégraphe et les navires.
- 1860 : scoop de Reuters sur le discours de Napoléon III.
- juillet 1861 : censure pendant une journée, sur la véritable issue de la Première bataille de Bull Run.
- 21 septembre 1861 : accord entre l'Agence Stefani et Havas.
- 1862 : Reuters noue un accord avec l'Associated Press américaine[4].
- 17 septembre 1862 : scoop de George Smalley sur la Bataille d'Antietam, malgré la censure.
- octobre 1862 : l'Association de Julius Fröbel poussant l'Autriche à peser sur la confédération allemande recrute des milliers d'Allemands du sud.
- 1er janvier 1863 : Lothar Bucher embauché par le Bureau télégraphique Wolff
- 1863 : Robert von Keudell entre au service de son ami Bismarck.
- 1863 : Convention d'Alvensleben, la Prusse se concilie l'empereur russe, en froid avec l'Autriche.
- 1863 : Bismarck embauche Lothar Bucher au ministère des affaires étrangères.
- janvier 1863 : 100 000 soldats russes en Pologne, édition spéciale de Golos (journal) en mars
- 1864: Reuters évincé de Russie par la faillite du groupe Posrednik.
- janvier 1864 : début de la Guerre des Duchés.
- octobre 1864 : fin de la Guerre des Duchés.
- janvier 1865 : ouverture du télégraphe reliant Londres à l'Inde via la Turquie, médiocre qualité[3].
- 20 mai 1865 : le bureau Wolff devient l'Agence Continentale, capitalisée de 2 millions de thales. Theodor Wimmel et Richard Wentzel nommés directeurs[5].
- septembre 1865 : les administrateurs de Reuters débattent du câble sous-marin Lowestoft-Norderney.
- 3 septembre 1865 : Bismarck rencontre à Biarritz Napoléon III, lui fait miroiter la Belgique et le Luxembourg.
- 15 novembre 1865 : Reuters obtient la concession du câble sous-marin Lowestoft-Norderney[3].
- 22 novembre 1865 : quinze journaux réunis à Louisville approuvent officiellement la naissance de la Western Associated Press[6].
- 1866 : l'Agence Continentale soutient Bismarck dans la guerre austro-prussienne.
- 1866 : Lothar Bucher à la direction du ministère des affaires étrangères allemand et proche conseiller de Bismarck.
- 1866 : Heinrich Wuttke publie son pamphlet sur les « Reptilien Funds » à Hambourg chez Hoffmann und Campe[7].
- 1866 : Hugo Langevits créé une agence télégraphique à Riga[8].
- 1866 : l'Agence de presse Ritzaus demande à Reuters un service bon marché, sans succès
- 1er février 1866 : fondation de l'Agence de presse Ritzaus.
- 1er janvier 1866 : ouverture d'un bureau Reuters à Amsterdam en achetant l'Agence Alexandre Delamar[9].
- mars 1866 : A.K Trubnikov créé l'Agence télégraphique RTA avec Reuters.
- mars 1866 : voyage en Autriche Julius Fröbel, rapporte à la couronne de Hanovre que l'élite viennoise veut une fédération allemande, de peur d'être reléguées dans une alliance austro-slave.
- mars 1866 : imminence d'un conflit germano-prussien, selon correspondant à Londres du Times of India[10].
- 23 juin 1866 : la Prusse envahit Seidenberg et Zittau
- 27 et 28 juin 1866 : Bismarck met en déroute les alliés de l'Autriche à la bataille de Langensalza
- 3 juillet 1866 : Bismarck défait l'Autriche à la bataille de Sadowa
- juillet 1866 : télégrammes contradictoires sur la Bataille de Sadowa[11]. De Vienne, Reuters annonce une "victoire complète" de l'Autriche. La victoire prussienne devient compréhensible après le reportage de William Howard Russell, du Times, non-télégraphié.
- juillet 1866 : la victoire prussienne à Sadowa en partie attribuée au télégraphe.
- 28 juillet 1866 : ouverture du premier câble transatlantique opérationnel[12], deux jours après pourparlers de Nikolsburg avec l'aide de Napoléon III.
- 23 août 1866 : "Paix de Prague" mettant fin à la guerre.
- automne 1866 : Havas et l'Agence Continentale négocient avec le Corbureau, Reuter tente aussi de prendre pied à Vienne[13].
- novembre 1866 : Daniel H. Craig éjecté de la New York Associated Press, en pleine création d'une agence concurrente[14].
- 15 décembre 1866 : selon la lettre de Reuters au Times, Bismarck a renégocié en profondeur le câble sous-marin Lowestoft-Norderney

.
- décembre 1866 : ouverture du câble sous-marin Lowestoft-Norderney[9].
- décembre 1866: le Corbureau signe un 1er accord séparé avec Havas[13].
- 24 décembre 1866 : selon lettre de Reuters au Times, il faut 8 à 14 jours pour transmettre de Bombay par le câble terrestre de 1865[3].
- Hiver 1866-1867: la New York Associated Press ouvre un bureau à Londres, resigne avec Reuters[16].
- mars 1867 : l'Agence Continentale allemande[17] reprend l'avantage sur Reuters en Russie.
- 1867 : création de l’Österreichische Südbahn ("voie ferroviaire autrichienne méridionale"), qui relie Trieste aux régions d'Europe centrale orientale
- 1867 : de retour de Vienne, Nilo Fabra rencontre Havas à Paris et créé l'Agence de presse Fabra, après avoir croisé ses reporters pendant la guerre autricho-prussienne[18].
- 1867 : fondation de l'agence Norks Telegrambyra à Oslo.
- 1867 : ouverture d'un vaste bureau Reuters à Hambourg, avec cours du coton de 17 villes, du maïs de 20 villes[9].
- février 1867 : la Western Union oblige la NYAP et la WAP à un partage des coûts sur câble transatlantique.
- 1867 : fondation de l'Agence Svenska Telegrambyran suédoise, avec l'Agence Continentale.
- 1867 : fondation de l'Agence Norks Telegrambyra norvégienne, avec l'Agence Continentale.
- 3 juin 1867 : Havas et l'Agence Continentale signent une convention pour trois ans[19],[13].
- 27 juin 1867 : Havas et Reuters signent pour cinq ans[20].
- juin 1867 : création de l'Autriche-Hongrie, qui refonde le Corbureau[21], dont l'activité s'emballe[13].
- septembre 1867 : Reuters constate sextuplement des coûts américains, car câble transatlantique, 424 dollars par mois[22].
- 21 décembre 1867 : constitution libérale de l'Empire Austro-hongrois sous l'impulsion des libéraux, majoritaires au Reichsrat.
- avril 1868 : l'Indo-European Telegraph Company prévoit de relier Londres à Calcutta, via Lowestoft, Emden, Berlin, Thorn, Varsovie, Odessa, Erevan, Teheran et Karachi[23].
- juillet 1868 : Paris donne son feu vert à Émile d'Erlanger et Reuters pour le second câble transatlantique, partant de Brest[24].
- 31 juillet 1868 : loi nationalisant le câble anglais.
- août 1868 : Eric Nikolai Ritzau à Londres, Reuters lui propose 2400 couronnes danoises et 10 % de commission sur les ventes.
- septembre 1868 : l'Agence de presse Ritzaus refuse l'offre d'achat de Reuters
- novembre 1868 : fondation de l'agence coopérative anglaise Press Association.
- 21 décembre 1868 : lettre d'Eugen Salinger à son oncle Julius Reuter, tente d'obtenir que l'Agence autrichienne soit de statut privé.
- 1869 : Reuters demande, sans succès à Havas et l'Agence Continentale de partager les coûts américains[16].
- 1869 : ouverture du Canal de Suez, vital pour le Lloyds Autrichien.
- 1869 : l'Agence Continentale signe avec la Western Associated Press plutôt que partager le coût du service que Reuters reçoit de New York Associated Press.
- début 1869 : Reuters constate que le câble sous-marin Lowestoft-Norderney affiche une rentabilité de 19 % dès 1868[15], dopant le bénéfice net du groupe, qui grimpe à 31 939 sterling, dont plus de la moitié grâce au câble
- février 1869 : Julius Fröbel avertit Bismarck qu'Havas et Reuters s'apprêtent à racheter l'Agence Continentale.
- 31 mars 1869 : la poste suédoise évincée de Hambourg.
- 19 avril 1869 : Wolff prévient qu'ils menacent de mettre fin aux accords et ainsi le priver de nouvelles internationales[25].
- 23 avril 1869 : Robert von Keudell demande au général François Chauvin[25]de gérer le problème
- 30 mai 1869 : Havas et Reuters signent un accord avec le Corbureau[19]>.
- juin 1869 : l'Agence Continentale signe un accord secret avec l'État prussien.
- 1869 : ouverture du second câble transatlantique, partant de Brest, les tarifs divisés par cinq[24].
- fin 1869 : Havas et Reuters relèvent leur offre sur l'Agence Continentale de 650 000 thaler à 700 000 thalers, sans succès[26]
- 27 octobre 1869 : Havas et l'Agence Continentale signent un traité à Paris.
- 23 novembre 1869 : lettre de Bismarck à Reuters, en réponse à une missive du 26 octobre, pour s'opposer au rachat de l'Agence Continentale[19].
- 4 novembre 1869 : Havas et Reuters nouent leur 1er accord de partage de coûts

- janvier 1870 : l'Agence de presse Fabra absorbée par l'Agence Havas.
- janvier 1870 : l'État anglais rachète 726 000 sterling le câble sous-marin Lowestoft-Norderney[28].
- 17 janvier 1870 : nouveau partage du monde entre les trois agences européennes, Reuters abandonne l'Allemagne[29].
- 1870 : l'État anglais demande que Bombay soit relié à Londres par un câble sous-marin
- mars 1872 : fondation de The Exchange Telegraph Company.
- 1872 : Andreï Kraïevsky, insatisfait de l'Agence télégraphique RTA, créé l'Agence télégraphique ITA avec son journal La Voix[30]

d’influence en france. 
- 1er mai 1874 : 2e traité Havas-Reuter, met en commun tous les services télégraphiques
- 29 juillet 1875 : Reuters signe pour les trois agences avec la New York Associated Press, pour un an  renouvelable.
- janvier 1876 : Havas demande la révision du traité de 1874 avec Reuters.
- février 1887 : alliance "offensive" Reuters et Agence Continentale pour étendre leur couverture européenne
- 1909 : création de la United Press International américaine.
- 5 octobre 1902 : Alliance entre agences de presse de 1902.
- 1909 : création de l'International News Service (INS) américain
- juillet 1909 : accord décennal d'échange des nouvelles et de partage du monde entre l'Agence Havas, Reuters et Continentale
- avril 1927 : le traité quadripartite dénoncé. AP libre d'action en Amérique du Sud et Havas au Canada.